# Wołoszyński Stawek
Der Wołoszyński-See (pl. Wołoszyński Stawek) in Polen ist ein Gletschersee auf der Alm unter dem Wołoszyn (pl. Polana pod Wołoszynem) in der Hohen Tatra. Er befindet sich in der Gemeinde Bukowina Tatrzańska und ist über einen schwarz markierten Wanderweg erreichbar. 